# 吳中天
吳中天（英語：Matt Wu，1981年7月5日—），臺灣男演員、導演，畢業於國立臺灣藝術大學戲劇學系以及應用媒體藝術研究所戲劇組碩士班。

## 經歷
吳中天於大學時期參加MTV台VJ的選拔，以主持MTV台「卡拉卡拉榜」的節目開始演藝工作。2006年，第一次演出電影《指間的重量》即受到矚目，並入圍第43屆金馬獎最佳新演員、最佳男配角獎及新加坡影展新演員等獎項。
2008年，吳中天以《桔醬的滋味》入圍第43屆金鐘獎迷你剧集電視電影最佳男配角獎；2010年以《牵纸鷂的手》入圍第45屆金鐘獎戲劇節目最佳男主角；2011年以《舊情照相館》再度入圍第46屆金鐘獎迷你剧集電視電影最佳男配角。
2014年，首部執導短片《四十三階》獲第19屆釜山影展最佳國際短片，是台灣第一人。
2016年，首部執導的長片《天亮之前》成为第19屆上海國際電影節主竞赛片。
2021年，參加騰訊視頻綜藝節目《導演請指教》，其所導短片《售》因涉嫌抄襲希區柯克作品《最佳房屋》，吴中天否认抄袭，最终以“档期不合”为由退赛。

## 个人生活
2010年起，与楊子姍交往。2015年9月10日，两人在台北登記結婚。2017年6月，分别在三亚和台北舉辦婚禮。2022年6月1日，宣布女儿诞生。

## 執導作品

### 電影短片
| 年份   | 片名         |
| ------ | ------------ |
| 2014年 | 《四十三階》 |

### 電影長片
| 年份   | 片名         |
| ------ | ------------ |
| 2016年 | 《天亮之前》 |

### 網路劇
| 年份   | 劇名         |
| ------ | ------------ |
| 2020年 | 《摩天大樓》 |

## 演出作品

### 電視劇
| 年份   | 播出頻道                     | 劇名                | 飾演                 |
| ------ | ---------------------------- | ------------------- | -------------------- |
| 2001年 | 華視                         | 《橘子醬男孩》      | 小名老師             |
| 2001年 | 民視                         | 《藍星》            | 慕克維               |
| 2002年 | 台視                         | 《搖滾沙士》        | 光彥                 |
| 2002年 | 華視                         | 《麻辣鮮師》        | 郭建中               |
| 2003年 | 亞洲電視台                   | 《萬家燈火》        |                      |
| 2004年 | 華視                         | 《愛情魔戒》        | 杜竟遠               |
| 2005年 | 中視                         | 《惡魔在身邊》      | 阿慎老師保護齊悅的人 |
| 2006年 | 中視                         | 《愛殺17》          | 楊仁佑               |
| 2007年 | 華視                         | 《美味關係》        | 梁海濤               |
| 2007年 | 客家電視台                   | 《魯冰花》          | 郭雲天               |
| 2008年 | 華視                         | 《假面天使》        | 何子謙               |
| 2009年 | 華視                         | 《我在1949，等你》  | Edward               |
| 2010年 | 客家電視台                   | 《牽纸鷂的手》      | 張振毅               |
| 2011年 | 中視                         | 《男女生了沒》      | 宋文謙               |
| 2011年 | 公視                         | 《瑰寶1949》        | 楊磊 (1949)          |
| 2011年 | 客家電視台                   | 《阿戇妹》          | 檢察官               |
| 2011年 | 中視、中天綜合台             | 《記得·我們有約》   | 楊文泰               |
| 2011年 | 台視、三立都會台             | 《勇士們》          | 張自忠               |
| 2012年 | 八大綜合台                   | 《原來愛.就是甜蜜》 | 徐燁                 |
| 2023年 | 八大戲劇台、華視、TVBS歡樂台 | 《有生之年》        | 秀綾哥哥             |

### 電視電影
| 年份   | 播出頻道       | 劇名                    | 飾演       |
| ------ | -------------- | ----------------------- | ---------- |
| 2008年 | 公視           | 《桔醬的滋味》          | 范榮新     |
| 2009年 | 公視           | 《煙花時分》            | 趙翔       |
| 2009年 | 公視           | 《臺北異想》-《晨之美》 | 吳中天     |
| 2010年 | 公視           | 《秋宜的婚事》          | 林家民     |
| 2010年 | 公視           | 《十七號出入口》        | 青年趙學平 |
| 2010年 | 公視           | 《舊情照相館》          | 張文生     |
| 2010年 | 原住民族電視台 | 《看見天堂》            |            |

### 電影長片
| 年份   | 劇名                        | 飾演                   | 導演   |
| ------ | --------------------------- | ---------------------- | ------ |
| 2006年 | 《指間的重量》              | 阿立                   | 潘志遠 |
| 2008年 | 《絕魂印》                  | 史丹利                 | 鄺盛   |
| 2009年 | 《這兒是香格里拉》          | Alex                   | 丁乃箏 |
| 2009年 | 《流浪漢世界盃》            | 初四                   | 關信輝 |
| 2009年 | 《星月無盡》                | 蔡繼浯（阿浯）         | 唐振瑜 |
| 2009年 | 《彈道》                    | 龐大松                 | 劉國昌 |
| 2010年 | 《劍雨》                    | 殺人熊                 | 蘇照彬 |
| 2011年 | 《黑貓大旅社》              | 夏謙                   | 徐麗雯 |
| 2011年 | 《命運化妝師》              | 聶城夫                 | 連奕琦 |
| 2012年 | 《痞子英雄首部曲:全面開戰》 | 西堂主                 | 蔡岳勳 |
| 2012年 | 《甜·祕密》                 | 眼鏡                   | 許肇任 |
| 2013年 | 《戀戀海灣》                | 阿育                   | 陳以文 |
| 2014年 | 《甜蜜殺機》                | 吳中天、吳中地（草紙） | 連奕琦 |
| 2014年 | 《大宅們》                  | 守正                   | 朱延平 |
| 2015年 | 《三城戀習曲》              | Arthur Wei             | 陳澄律 |
| 2017年 | 《一路順風》                | 小吳                   | 鍾孟宏 |
| 2017年 | 《破·局》                   | 攔檢警察               | 連奕琦 |
| 未定   | 《72小時莎到你》            |                        | 李巨源 |

### 電影短片/微電影
| 年度   | 劇名                                | 角色     | 導演   |
| ------ | ----------------------------------- | -------- | ------ |
| 2002年 | 《愛在台北》                        |          | 魏德聖 |
| 2008年 | 《台北異想》第1篇晨之美             | 吳中天   | 鄭芬芬 |
| 2010年 | 《清蜜星體驗愛情故事》第3篇／第10篇 | 北村     | 連奕琦 |
| 2011年 | 《發現生活新味愛情故事》第12集      | 北村     | 連奕琦 |
| 2011年 | 《去年在阿魯吧》                    | 無聊男子 | 劉梓潔 |
| 2011年 | 《10+10─唱歌男孩》                  | 教師     | 楊雅喆 |
| 2011年 | 《10+10─潛規則》                    | 美術指導 | 鄭有傑 |
| 2021年 | 《售》                              |          | 吳中天 |

### 舞台劇
- 2009年：《誰殺了我的孩子》
- 2014年：《孽子》 飾演：龍子

### 音樂錄影帶
- 2000年：蔡淳佳—有心人，有情人
- 2009年：范怡文—愛不執著
- 2009年：范怡文—秘密
- 2010年：絲襪小姐—傻爛Q行星的寂寞運轉
- 2011年：曾靜玟—不快樂

### 廣告
- 台灣大哥大愛戀901
- 新竹商銀貸me more 借錢瘋子篇
- 市政府宣導短片
- 仙境傳說 守候篇
- 肯德基 不能沒有你

## 節目主持
- 2001年：MTV音樂台擔任週六節目「卡拉卡拉榜」VJ
- 2006年：NIKE SBL全明星賽戶外球迷活動，主持人張洛君、吳中天

## 書籍
- 型男Talk（與王傳一合著）

## 獎項
| 年份   | 頒獎典禮             | 獎項名稱                     | 提名作品       | 結果 |
| ------ | -------------------- | ---------------------------- | -------------- | ---- |
| 2006年 | 第43屆金馬獎         | 最佳新演員                   | 「指尖的重量」 | 提名 |
| 2006年 | 第43屆金馬獎         | 最佳男配角                   | 「指尖的重量」 | 提名 |
| 2006年 | 新加坡影展           | 最佳新演員                   | 「指尖的重量」 | 提名 |
| 2008年 | 第43屆金鐘獎         | 迷你剧集／電視電影最佳男配角 | 「桔醬的滋味」 | 提名 |
| 2010年 | 第45屆金鐘獎         | 戲劇節目最佳男主角           | 「牵纸鷂的手」 | 提名 |
| 2011年 | 第46屆金鐘獎         | 迷你剧集／電視電影最佳男配角 | 「舊情照相館」 | 提名 |
| 2014年 | 第19屆釜山國際電影節 | 最佳國際短片獎               | 「四十三階」   | 獲獎 |
| 2014年 | 第51屆金馬獎         | 最佳創作短片                 | 「四十三階」   | 提名 |
| 2016年 | 第19屆上海國際電影節 | 亞洲新人獎-最佳影片          | 「天亮之前」   | 提名 |

## 外部連結
- 吳中天的新浪微博
- 吳中天台灣電影網
- 吳中天粉絲俱樂部的Facebook專頁
- 吳中天在香港影庫上的簡介